# Карім Будіаф
Карім Будіаф (фр. Karim Boudiaf, араб. كريم بوضياف, нар. 16 вересня 1990, Рюей-Мальмезон) — катарський футболіст французько-алжирсько-марокканського походження, захисник клубу «Аль-Духаїль».
Виступав, зокрема, за другі команди клубів «Лор'ян» та «Нансі», а також національну збірну Катару, у складі якої — володар Кубка Азії 2019 року.

## Клубна кар'єра
Народився 16 вересня 1990 року в місті Руан. Вихованець юнацьких команд футбольних клубів «Лор'ян» та «Нансі».
У дорослому футболі дебютував 2007 року виступами за другу команду клубу «Лор'ян», в якій провів один сезон.
Своєю грою за цю команду привернув увагу представників тренерського штабу клубу «Нансі», до складу якого приєднався 2008 року і де також грав за команду дублерів.
До складу клубу «Лехвія» (пізніше перейменований на «Аль-Духаїль») приєднався 2010 року. Відтоді встиг відіграти за команду з Дохи 124 матчі в національному чемпіонаті.

## Виступи за збірну
У 2013 році дебютував в офіційних матчах у складі національної збірної Катару.
У складі збірної був учасником кубка Азії 2015 року в Австралії.
За чотири роки поїхав зі збірною на кубок Азії 2019 до ОАЕ, де його команда виграла усі сім матчів турніру із сукупним рахунком 19:1 і уперше в своїй історії стала чемпіоном Азії. Сам Будіаф виходи на поле всіх матчах, крім однієї гри групового етапу, щоправда здебільшого з лави запасних.
| Дата       | Місто    | Господарі         | Результат | Гості | Турнір                        | Голи | Примітки |
| ---------- | -------- | ----------------- | --------- | ----- | ----------------------------- | ---- | -------- |
| 09-01-2019 | Аль-Айн  | Катар             | 2 – 0     | Ліван | Кубок Азії 2019 - 1-й етап    | -    | 56'      |
| 17-01-2019 | Абу-Дабі | Саудівська Аравія | 0 – 2     | Катар | Кубок Азії 2019 - 1-й етап    | -    | 73'      |
| 22-01-2019 | Абу-Дабі | Катар             | 1 – 0     | Ірак  | Кубок Азії 2019 - 1/8 фіналу  | -    | 90'      |
| 25-01-2019 | Абу-Дабі | Південна Корея    | 0 – 1     | Катар | Кубок Азії 2019 - чвертьфінал | -    | 90'      |
| 29-01-2019 | Абу-Дабі | Катар             | 4 – 0     | ОАЕ   | Кубок Азії 2019 - півфінал    | -    | 62'      |
| 01-02-2019 | Абу-Дабі | Японія            | 1 – 3     | Катар | Кубок Азії 2019 - Фінал       | -    | 74'      |
| Усього     |          | Матчів            | 6         |       | Голів                         | 0    |          |

## Титули і досягнення

### Клубні
- Чемпіон Катару (8): 2010-11, 2011-12, 2013-14, 2014-15, 2016-17, 2017-18, 2019-20, 2022-23
- Володар Кубка Еміра Катару (4): 2016, 2018, 2019, 2022
- Володар Кубка наслідного принца Катару (4): 2013, 2015, 2018, 2023
- Володар Кубка шейха Яссіма (2): 2015, 2016
- Володар Кубка зірок Катару (2): 2022-23, 2024-25

### Збірні
- Переможець Чемпіонату Західної Азії: 2013
- Переможець Кубка націй Перської затоки: 2014
- Володар Кубка Азії: 2019